# Voliba pycnosticta
Voliba pycnosticta là một loài bướm đêm trong họ Crambidae.